# 圣阿芒 (洛泽尔省)
圣阿芒（法語：Saint-Amans，法語發音：[sɛ̃t‿amɑ̃] ⓘ）是法国洛泽尔省的一个旧市镇，位于该省中北部，属于芒德区。2019年1月1日，圣阿芒与邻近的4个市镇合并为新市镇蒙德朗东。

## 地理
圣阿芒（44°39'47"N, 3°27'0"E）面积9.98 平方千米，位于法国奧克西塔尼大區洛泽尔省，该省份为法国南部内陆省份，北起上盧瓦爾省和康塔爾省，西接阿韦龙省，南至加尔省，东临阿尔代什省。
与圣阿芒接壤的市镇（或旧市镇、城区）包括：莱洛比、圣加勒、埃斯塔布勒、里贝讷、里约托尔德朗东、拉尚-里贝讷。
圣阿芒的时区为UTC+01:00、UTC+02:00（夏令时）。

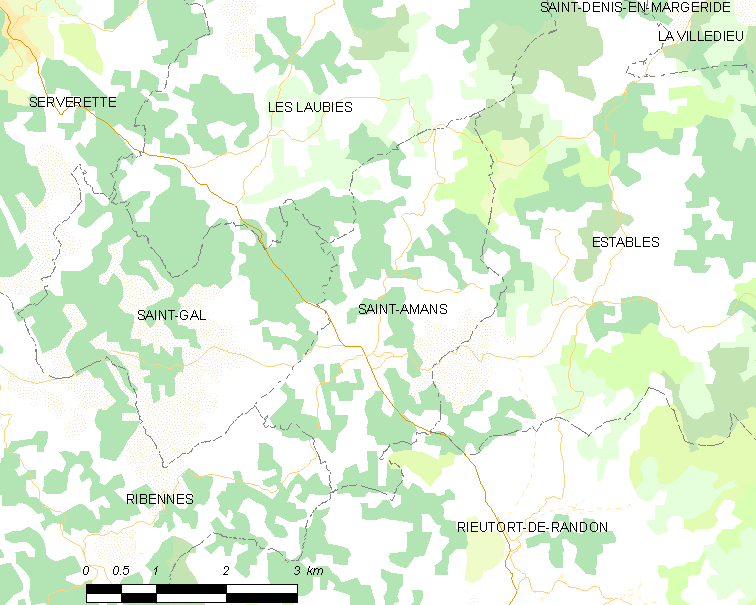
圣阿芒的OSM定位图

## 行政
圣阿芒的邮政编码为48700，INSEE市镇编码为48133。

## 政治
圣阿芒所属的省级选区为利马尼奥勒河畔圣阿尔邦县。

## 交通
洛泽尔省省道D3线、D806线和D999线在境内交汇。

## 人口

1962-2008年间圣阿芒人口变化图示

圣阿芒于2018年1月1日时的人口数量为151人。